# The Good Son
| Оценки критиков               | Оценки критиков |
| Источник                      | Оценка          |
| ----------------------------- | --------------- |
| AllMusic                      | [ 3 ]           |
| Drowned in Sound              | 9/10            |
| Entertainment Weekly          | B               |
| Los Angeles Times             | [ 6 ]           |
| NME                           | 8/10            |
| Paste                         | 7.8/10          |
| Q                             | [ 8 ]           |
| Record Mirror                 | 4/5             |
| The Rolling Stone Album Guide | [ 10 ]          |
| Uncut                         | [ 11 ]          |

The Good Son — шестой студийный альбом Nick Cave and the Bad Seeds, изданный в 1990 году.

## Об альбоме
После выхода мрачного и интенсивного Tender Prey некоторые поклонники были разочарованы, услышав мягкий и спокойный The Good Son. В конце 80-х Ник Кейв влюбился в бразильскую журналистку Вивиан Карнейро, с чем и связана внезапная смена настроения альбома. Романтические отношения благотворно сказались на реабилитации Ника после наркотической зависимости, которая тяготила его во время записи двух предыдущих альбомов. Сегодня альбом считается классикой, которую в своё время несправедливо осудили.

## Информация о песнях
- «Foi Na Cruz» основана на традиционном протестантском гимне с тем же названием. Название песни переводится примерно как «Это случилось на кресте».
- «The Good Son» основана частично на афро-американской песне «Another Man Done Gone», частично на романе Кормака МакКарти «Дитя Бога».
- «The Weeping Song» построена как диалог отца и сына, где за отца поёт Бликса Баргельд, за сына — сам Кейв.
- «The Witness Song» основана на народной госпел-песне «Who Will be a Witness?».
- На «Lucy» записал кавер большой друг Кейва Шейн МакГован. Он вышел на их совместном сингле What A Wonderful World.
- Четырём песням были оставлены их рабочие названия: «The Ship Song», «The Weeping Song», «The Hammer Song», «The Witness Song».

## Список композиций
| #  | Название         | Продолжительность | Автор(ы)              |
| -- | ---------------- | ----------------- | --------------------- |
| 1. | Foi Na Cruz      | 5:39              | Кейв                  |
| 2. | The Good Son     | 6:01              | Кейв                  |
| 3. | Sorrow’s Child   | 4:36              | Кейв                  |
| 4. | The Weeping Song | 4:21              | Кейв                  |
| 5. | The Ship Song    | 5:14              | Кейв                  |
| 6. | The Hammer Song  | 4:16              | Кейв, Харви           |
| 7. | Lament           | 4:51              | Кейв                  |
| 8. | The Witness Song | 5:57              | Кейв                  |
| 9. | Lucy             | 4:17              | Баргельд, Кейв, Вульф |

## Участники записи
- Ник Кейв — вокал, фортепиано, орган Хаммонда, губная гармоника
- Мик Харви — бас-гитара, акустическая гитара, вибрафон, ударные, бэк-вокал
- Бликса Баргельд — гитара, бэк-вокал
- Кид Конго Пауэрс — гитара
- Томас Уайдлер — барабаны, перкуссия

### Также
- Александре Рамирэз, Альтамир Ти Буэно Салинас, Хелена Акику Имасото, Ли Калил Сади — скрипка
- Акира Теразаки, Глауко Масахиру Имасото — альт
- Браулио Маркес Лима, Кристиана Манеску — виолончель
- Мик Харви, Билл МакДжи — аранжировка